# Гоар Гаспарян (телеведуча)
Гоар Гаспарян (вірм. Գոհար Գասպարյան; нар. 19 жовтня 1985, Єреван — вірменська телеведуча, журналіст, відповідальний секретар проекту «Євробачення» у Вірменії.

## Біографія
Народилася 19 жовтня 1985 р. в Єревані. Після закінчення середньої школи, у 2002 р. вступила до Єреванського державного лінгвістичного університету ім. В. Брюсова, який закінчила у 2007 р., отримавши кваліфікацію спеціаліста з англійської мови та журналіста-міжнародника. У 2007—2009 рр. продовжила навчання на магістратурі факультету журналістики Єреванського державного університету. Отримала міжнародний диплом магістерської програми «Вірменська школа журналістики» при ЄДУ.
Гоар Гаспарян почала свою кар'єру як ведуча у віці 11 років. У 1996—2001 рр. була ведучою циклу дитячих та юнацьких програм в проекті «3-я хвиля» Громадської телекомпанії («Обдаровані діти», «третій вагон» і т. ін.). З 2003 р. Гоар Гаспарян працює в Громадській телекомпанії Вірменії як ведуча й автор програм, коментатор міжнародних проектів («У цей вечір / В цей ранок / У цю ніч», «Перша програма», «Рубікон», «Топ 10» і т. ін.). З 2006 р. є коментатором конкурсів пісні «Євробачення» та «Дитяче Євробачення», з 2010 р. — керівник вірменської делегації «Євробачення».
У роботі Гоар Гаспарян як телеведучої особливе місце займають спеціальні культурні та спортивні проекти, концерти і ексклюзивні інтерв'ю («Дитяче Євробачення-2010» в Єревані, «Плачидо Домінго», «Дживан-80», «Фанні Ардан», «Артур Абрахамян», «Чемпіони світу з шахів», «Національний відбір Євробачення», «Золотий абрикос» і т. д.), а також організація окремих заходів. Була ведучою дитячого пісенного конкурсу Євробачення 2011. З жовтня 2012 р. веде телепередачу «Знайдена мрія».
Входить до ТОП-30 найкрасивіших вірменок у світі.